# 黑管星珊瑚
黑管星珊瑚（学名：Tubastraea micranthus）为樹珊瑚科管星珊瑚屬下的一个种。

## 扩展阅读
- 維基物種上的相關：黑管星珊瑚